# Groupe d'armées Ukraine du Nord
Le groupe d'armées Ukraine du Nord (en allemand : « Heeresgruppe Nordukraine ») est un groupe d'armées allemand de la Wehrmacht durant la Seconde Guerre mondiale.
Ce groupe d'armées a été créé le 1er avril 1944 par le changement de nom du groupe d'armées Sud.

Après avoir combattu en Galicie orientale et dans le Nord des Carpates, le groupe d'armées a été rebaptisée « groupe d'armées A », le 23 septembre 1944.

## Commandement suprême
| Période                      | Commandant                        |
| ---------------------------- | --------------------------------- |
| 4 avril 1944 au 16 août 1944 | Generalfeldmarschall Walter Model |
| 16 août au 23 septembre 1944 | Generaloberst Josef Harpe         |

## Organisation
Troupes rattachées au groupe d'armées
- Heeresgruppen-Nachrichten-Regiment 558 (558e régiment de transmission de groupe d'armées)

Unités faisant partie du groupe d'armées
| Date  | Armées                                                |
| ----- | ----------------------------------------------------- |
| 1944  |                                                       |
| Avril | 4e Panzerarmee, 1re Panzerarmee, 1re Ungarische Armee |
| Août  | 4e Panzerarmee, 17e armée, Armeegruppe « Heinrici »   |

Composition 15 juillet 1944:
4e Panzer Armee
XXXXVI Panzer Corps
XXXXII Corps
LVI Panzer Corps
VIII Corps
1re Panzer Armee
LIX Corps
XXIV Panzer Corps
XXXXVIII Panzer Corps
III Panzer Corps
20th Panzer Grenadier Divisions
14th SS Grenadier Division
1re armée hongroise
VI ungarische Corps
XI Corps
VII ungarische Corps
2e ungarische Gebirgs Brigade
19e ungarische Reserve Division
2e ungarische Panzer Division
Kampfgruppe, 19e SS Panzer Grenadier Division

## Sources
- (en) Cet article est partiellement ou en totalité issu de l’article de Wikipédia en anglais intitulé « Army Group North Ukraine » (voir la liste des auteurs).